# 大叶苍山蕨
大叶苍山蕨（学名：Ceterachopsis magnifica）为铁角蕨科苍山蕨属下的一个种。